# Chris Steenwegen
Chris Steenwegen, né le 16 janvier 1958 à Saint-Nicolas, est un homme politique belge, membre de Groen.

## Biographie
Chris Steenwegen nait le 16 janvier 1958 à Saint-Nicolas.
Lors des élections régionales de 2019, il est élu député au Parlement flamand.